# Balázs Dzsudzsák
Balázs Dzsudzsák  (Debrecen, Hungría, 23 de diciembre de 1986) es un futbolista húngaro. Juega de centrocampista y su equipo es el Debreceni V. S. C. de la Nemzeti Bajnokság I.

## Trayectoria

### Debrecen
Dzsudzsák empezó su carrera futbolística en varios equipos juveniles de su país. Jugó en las categorías inferiores del Debreceni VSC. Fue con este equipo con el que debutó como profesional en 2005. Con este club ha conquistado tres Ligas y tres Supercopas de Hungría. También llegó a la final de la Copa de Hungría en 2007, final que perdió en los penaltis contra el Budapest Honvéd FC.

### PSV Eindhoven
El 24 de octubre de 2007 firmó un contrato con el PSV Eindhoven. Su debut en la Eredivisie se produjo el 13 de enero de 2008 en un partido contra el Feyenoord. Con este equipo se proclamó campeón de Liga en su primera temporada. También ha ganado una Supercopa de los Países Bajos.

### FC Anzhí
El 8 de junio de 2011 fichó por el FC Anzhí Majachkalá a cambio de 14 millones de euros y con un contrato de cuatro años. En el equipo ruso de la región de Daguestán jugó con jugadores de la talla de Roberto Carlos, Diego Tardelli, Mbark Boussoufa o Samuel Eto'o.

### Dinamo Moscú
Sin embargo, el 12 de enero de 2012 se hizo oficial su fichaje por el FC Dinamo de Moscú tras disputar veintisiete encuentros con el Anzhí. Firmó un contrato de cuatro años con el equipo moscovita.

## Selección nacional
Fue internacional con la selección de fútbol de Hungría en 109 ocasiones y anotó 21 goles. Su debut como internacional se produjo el 2 de junio de 2007 contra Grecia. Contra la misma selección disputó su último encuentro el 20 de noviembre de 2022.

## Clubes
| Club                   | País         | Año       |
| ---------------------- | ------------ | --------- |
| Debreceni V. S. C.     | Hungría      | 2005-2007 |
| PSV Eindhoven          | Países Bajos | 2007-2011 |
| F. C. Anzhí Majachkalá | Rusia        | 2011-2012 |
| F. C. Dinamo Moscú     | Rusia        | 2012-2015 |
| Bursaspor              | Turquía      | 2015-2017 |
| Al-Wahda               | EAU          | 2017-2018 |
| Al-Ittihad Kalba S. C. | EAU          | 2018-2020 |
| Al-Ain F. C.           | EAU          | 2020      |
| Debreceni V. S. C.     | Hungría      | 2020-     |

## Títulos
- 3 Ligas de Hungría (Debreceni VSC; 2005, 2006 y 2007)
- 3 Supcercopas de Hungría (Debreceni VSC; 2005, 2006 y 2007)
- 1 Liga de los Países Bajos (PSV Eindhoven, 2008)
- 1 Supercopa de los Países Bajos (PSV Eindhoven, 2008)